# 緑の書

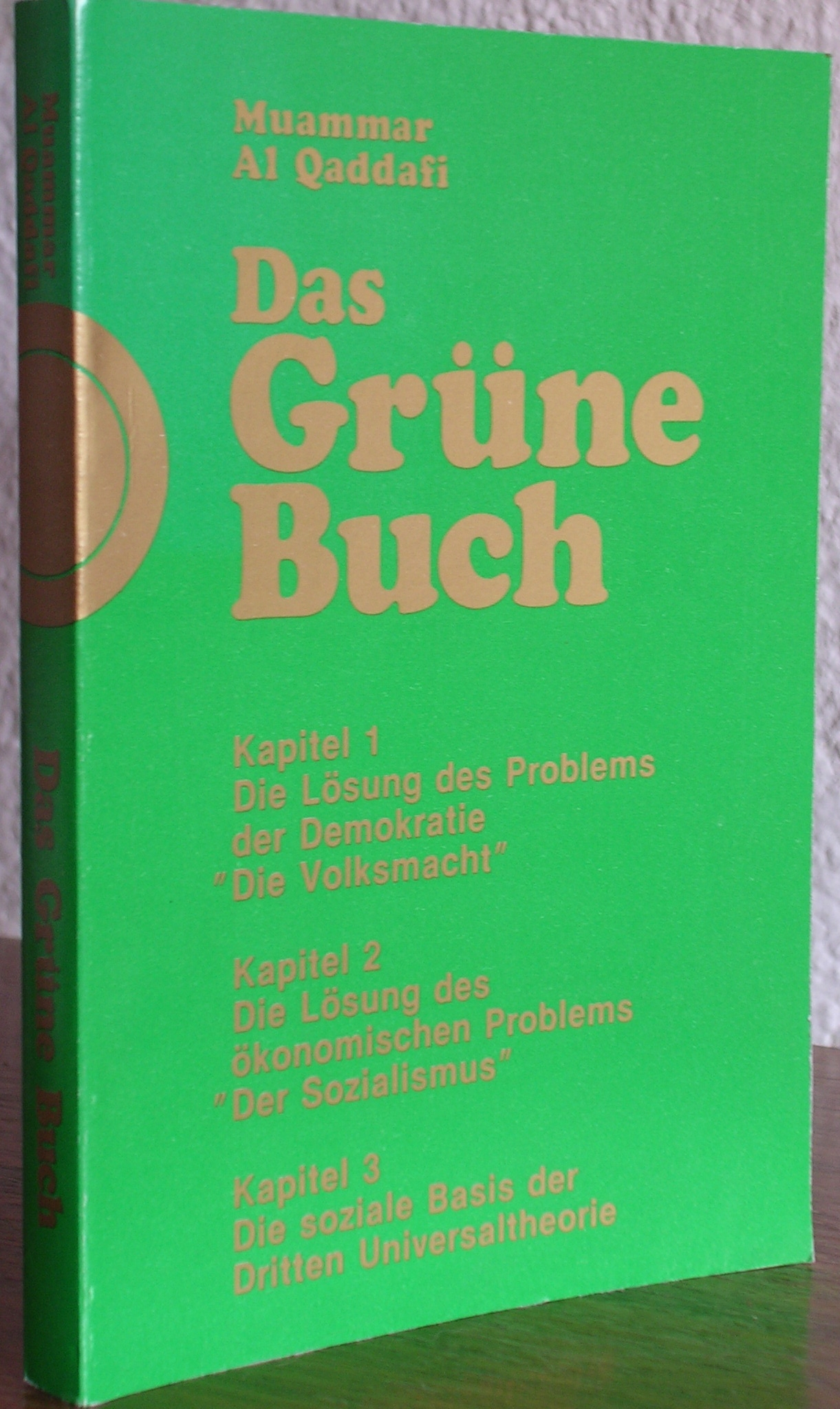
『緑の書』のドイツ語版

『緑の書』（みどりのしょ、グリーン・ブック、アラビア語: الكتاب الأخضر, 英語: The Green Book）は、リビア（大リビア・アラブ社会主義人民ジャマーヒリーヤ国）の革命指導者・最高指導者であったムアンマル・アル＝カッザーフィーが著した書物。初版は1975年。自身の民主主義観および政治哲学を披瀝している。「小さな赤の書」と呼ばれた毛沢東語録、およびその第三世界理論を参考にしている。

## 内容
本書は全部で三章からなる。
- 民主制のもつ問題の解決: 「人民の権威」
- 経済問題の解決: 「社会主義」
- 世界第三理論（第三国際理論）の社会的基礎

第三国際理論（Third International Theory）もしくは 第三普遍理論（Third Universal Theory）とは、リビアで実施される政体についての理論で、カッザーフィーが1970年代初頭に提唱したものである。部分的にイスラム社会主義とアラブ民族主義に影響されたこの理論は、資本主義をもはや誤りであることが証明されたイデオロギーであると述べ、第三世界諸国のために資本主義および共産主義の代替となる新たな普遍的体制を提案している。また第三国際理論の哲学的基礎の多くはコーランに依拠している。
この本でカッザーフィーは近代の自由民主主義を全否定し、全人民出席による「人民会議」をもとにした「ジャマーヒリーヤ」という形態の直接民主制を推奨している。1977年に従来のリビア・アラブ共和国を廃して成立した大リビア・アラブ社会主義人民ジャマーヒリーヤ国では、『緑の書』の思想に基づき、憲法・議会・政党・元首などは廃止され、人民代表による全国人民会議が政府のすべきことを行っていた。憲法の代わりに「人民の権威の確立に関する宣言」が制定され、イスラーム法が主な法の源になっていた。
国外の反体制派は、こうした人民会議は直接民主主義の場でなく、軍事独裁の追認と人民抑圧の場になっていると非難していた。

## 日本語訳
- ムアンマル・アル・カッザーフィ（著）『緑の書 : アル・キターブ・アル・アフダル』藤田進（訳）、第三書館、1980年9月1日。